# El comte Arnau (Soler)
|  | Per a altres significats, vegeu «Comte Arnau (desambiguació)». |

Lo Comte l'Arnau (El Comte l'Arnau, en català normatiu) és una llegenda dramàtica en un pròleg i dos actes, original de Frederic Soler, estrenada després de la mort de l'autor al teatre Romea de Barcelona, el 8 de gener de 1900.
L'acció succeeix al segle xiii.

## Repartiment de l'estrena
- Rosa, 40 anys: Adelina Sala
- Brunilda, 20 anys: Adela Clemente
- Gertrudis, 60 anys: Anna Monner
- Comte, 44 anys: Enric Borràs
- Norbert, 22 anys: Enric Guitart
- Roig, 50 anys: Jaume Martí
- Pare Agustí, 55 anys: Jaume Virgili
- Albí, 42 anys: Iscle Soler
- Capità 1r o Senescal, 36 anys: Ernest Fernández
- Feudatari 1r, 32 anys: Joan Domènech
- Feudatari 2n, 30 anys: Daniel Castells
- Altres cinc que no parlen: Comparses distingits

Patges, soldats, presoners, poble i botxí.